# Семёновское (Москва, восток)
Семёновское — бывшее село в Подмосковье, к востоку от Москвы, ныне включённое в черту Москвы.

## История
Под селом Семёновским обычно понимают Семёновскую солдатскую слободу на левом берегу Яузы, известную с 1687 года.  Это была слобода Семёновского полка, одного из первых гвардейских полков в России. Как и сам полк, названа по одному из первоначальных поселений потешных — потешному селу Семёновскому (Семёновский потешный двор). Это поселение впервые письменно упоминается в Дневальных записках Приказа Тайных дел в 1657 году в качестве царского соколиного двора.  
Несколько ранее, в 1643 г., возникло село Введенское, находившееся к югу от Семёновской солдатской слободы и отделённое от неё болотом (оно сначала было присёлком села Покровское, размещавшегося на западном берегу Яузы). На рубеже XVII—XVIII вв. оно слилось с Семёновской солдатской слободой.
Семёновская солдатская слобода, как и соседняя Преображенская, была спланирована регулярно, с параллельными улицами (сохранились под названиями Мажорова, Барабанного, Медового переулков; во второй половине XVIII в. они значались как улицы, а на рубеже XVII—XVIII вв. были «номерными» (Первая улица и т. п.) — очевидно, по ротам Семёновского полка). Центр Семёновской солдатской слободы в XVIII в. определяли: Семёновский приказ (учреждение, в котором решались внутренние вопросы полка и солдатской слободы; деревянное здание приказа было возведено в 1692 г.), Введенская церковь (каменное здание полковой церкви возводилось с перерывами в 1713—1733 гг.; оно было уничтожено в 1929 г.) и «Семёновский дом» князя А. Д. Меншикова (усадьба известного сподвижника Петра I, впервые упомянута в 1702 г.).
С 1714 г. в Семёновской солдатской слободе было позволено селиться купцам и мещанам, что с течением времени привело к изменению характера бывшего поселения военных. В XIX в. Семёновская слобода — это район купцов и мещан, где богатые купеческие усадьбы и фабрики (Носовых, Пфейферов, Егоровых и др.) соседствовали с домами простых обывателей. Наиболее богатыми среди местных предпринимателей считались Носовы, владевшие «товариществом мануфактур», специализировавшемся на выделке суконных изделий. Жена «суконного короля» Семёновского (В. В. Носова) Ефимия Павловна Носова (урожд. Рябушинская) содержала в особняке на Введенской площади известную в Москве картинную галерею (ей, в частности, принадлежало знаменитое полотно Ф. С. Рокотова «Дама в розовом», ныне — в Государственной Третьяковской галерее).

### Вхождение в состав Москвы
Семёновская слобода вошла в таможенную границу Москвы в 1742 году (с прокладкой Камер-Коллежского вала); к концу XVIII в. она вошла в полицейскую границу Москвы, с 1864 г. — в административную границу города. В 1742 г. была возведена деревянная Семёновская застава (позднее перестроенная в камне), за которой в 1771 г. возникло Семёновское кладбище. Несмотря на то, что на Семеновском кладбище было несколько известных захоронений (в частности, поэта А. И. Полежаева), оно не считалось престижным местом упокоения. В 1916 году историк А. Т. Саладин так писал о нём: «Памятники Семёновского кладбища более чем просты, почти бедны, надписи на них не будят никаких воспоминаний».
В 1855 году у Семёновской заставы был освящен каменный Воскресенский храм.
В начале XX в. Семёновское (Семёновская слобода) считалась промышленной окраиной Москвы. В 1902—1904 гг. в центре поселения, у Введенской площади (названа по Введенской церкви, ныне — Площадь Журавлёва) был выстроен Введенский народный дом для просвещения рабочих — с театральной сценой и библиотекой-читальней (открыт в 1905 г.).
Как и в соседнем Преображенском, в Семёновском не сохранились многие исторические артефакты, уничтоженные, главным образом, в XX в. (такие, как «Семёновский дом» А. Д. Меншикова и Введенская церковь; кроме того, к середине 1960-х гг. были уничтожены последние остатки Семёновского кладбища).